# Dorota Liliental
Dorota Liliental (ur. 16 listopada 1964 w Warszawie) – polska aktorka.
Absolwentka wydziału aktorskiego Uniwersytetu Kalifornijskiego w Berkeley w Kalifornii w Stanach Zjednoczonych. Prawnuczka etnografki Reginy Lilientalowej.

## Filmografia
- 2018: Kto napisze naszą historię jako Halina
- 2009: Sprawiedliwi jako mecenasowa Kaliska
- 2008: Simpsonowie jako Marge Simpson
- 2007: Kryminalni jako Cholicowa (odc. 85)
- 2005: Teraz ja jako zarządzająca kostnicą
- 2004: Kto zabił Stalina?
- 2004: Aryjska para
- 2004: Podróż Niny jako Maryla
- 2004: Wirklich jako Hella
- 2003: Polana pośród brzeziny jako Młoda kobieta
- 2002: Pianista jako pani Zyskind
- 2001: Quo vadis jako Chrześcijanka na arenie
- 2000: M jak miłość jako Wróżka
- 1995: Zdrada jako Żydowska dziewczyna
- 1994: Jest jak jest jako Cyganka
- 1993: To musisz być ty
- 1993: Komedia małżeńska jako Cyganka w pociągu
- 1992: Wszystko, co najważniejsze
- 1991: Tak tak jako Gość
- 1991: Szuler
- 1991: Przeklęta Ameryka jako lekarka
- 1991: Kobieta na wojnie jako Żydówka
- 1988: Gendrbendering jako Nastazja